# Hermann Rauschning
Hermann Rauschning (Toruń, 7 agosto 1887 – Portland, 8 febbraio 1982) è stato un politico e saggista tedesco.

## Biografia
Nacque a Toruń, città polacca allora facente parte della Prussia con il nome di Thorn. Prese parte alla prima guerra mondiale come tenente di fanteria, rimanendo ferito in azione. Nel dopoguerra si insediò prima a Posen e successivamente nella città libera di Danzica. Qui, dopo essere divenuto presidente della Lega Agricola della città, aderì al partito nazista e nel 1932 fu eletto al senato di Danzica, venendo un anno dopo nominato presidente dello stesso.
In breve tempo Rauschning diventò progressivamente disilluso e deluso dal nazismo, e nel 1934 diede le dimissioni dal parlamento e dal partito; un anno dopo si stabilì in Svizzera, prima di trasferirsi definitivamente negli Stati Uniti a Portland, Oregon. Pubblicò due libri di memorie che fecero scalpore, La rivoluzione del nichilismo ("Revolution des Nihilismus", 1938) e Confidenze di Hitler ("Gespräche mit Hitler", 1939, pubblicato in Italia anche con i titoli Hitler mi ha detto e Così parlò Hitler), in cui venivano rivelati la mancanza di scrupoli e la corruzione interna dell'establishment nazista. Nel secondo dopoguerra continuò la sua attività di saggista, focalizzando in particolare la sua attenzione sulla divisione dello stato tedesco tra est e ovest.